# O Astro (2011)
O Astro é uma telenovela brasileira produzida e exibida pela TV Globo de 12 de julho a 28 de outubro de 2011, em 64 capítulos. Foi a primeira "novela das onze" exibida pela emissora.
O enredo é um remake da telenovela homônima de Janete Clair exibida originalmente em 1977, produzido em comemoração aos sessenta anos da telenovela brasileira. Escrita por Alcides Nogueira e Geraldo Carneiro, com a colaboração de Tarcísio Lara Puiti e Vitor de Oliveira teve a direção de Fred Mayrink, Allan Fiterman e Noa Bressane, direção geral de Mauro Mendonça Filho e núcleo de Roberto Talma.
Contou com as atuações de Rodrigo Lombardi, Carolina Ferraz, Regina Duarte, Marco Ricca, Thiago Fragoso, Alinne Moraes, Humberto Martins e Henri Castelli nos papeis principais.
Em 2012 ganhou o Emmy Internacional na categoria de melhor telenovela.

## Enredo
Herculano, junto com seu parceiro Neco, aplicam um golpe na igreja de uma pequena cidade do interior, mas são descobertos. Neco foge com o dinheiro e Herculano é preso. Na cadeia, conhece o paranormal Ferragus, que lhe ensina seus truques. Depois de cumprir a pena, Herculano passa a se apresentar como ilusionista em uma casa noturna. Em uma de suas apresentações, conhece Amanda, por quem se apaixona. Amanda é próxima da família do empresário Salomão Hayalla, cujos sócios são os irmãos Samir, Youssef e Amin. É casado com Clô e deseja que seu único filho (Márcio) seja seu sucessor nos negócios. No entanto, riqueza e poder não interessam ao jovem, que
abandona a família e acaba por conhecer Herculano, de quem se torna amigo. Este o convence a assumir sua condição de herdeiro dos Hayalla, e Márcio volta para a família. Mas leva Herculano, que chega à diretoria das empresas. Salomão Hayalla é assassinado misteriosamente e Herculano passa a disputar o comando dos negócios com Samir. No entanto, Herculano é acusado de cometer fraudes na empresa e foge, refugiando-se em um país ditatorial da América Latina, conseguindo ser conselheiro do presidente.

## Elenco
Elenco em ordem de abertura:
| Intérprete           | Personagem                                 |
| -------------------- | ------------------------------------------ |
| Rodrigo Lombardi     | Herculano Quintanilha                      |
| Carolina Ferraz      | Amanda Mello Assunção                      |
| Alinne Moraes        | Lilian Côrrea (Lili)                       |
| Thiago Fragoso       | Márcio Hayalla                             |
| Marco Ricca          | Samir Hayalla                              |
| Henri Castelli       | Felipe Cerqueira                           |
| Fernanda Rodrigues   | Josephine Mello Assunção (Jose)            |
| Tato Gabus Mendes    | Amin Hayalla                               |
| Guilhermina Guinle   | Beatriz Schneider                          |
| Carolina Kasting     | Jamile Afuss Hayalla                       |
| Vera Zimmermann      | Nádia Cury Hayalla                         |
| Mila Moreira         | Miriam Paranhos                            |
| José Rubens Chachá   | Youssef Hayalla                            |
| Bel Kutner           | Sílvia Stein                               |
| Celso Frateschi      | Nelson Cerqueira                           |
| Selma Egrei          | Consolação Côrrea                          |
| Pascoal da Conceição | Inácio                                     |
| João Baldasserini    | Henri Sorei                                |
| Frank Menezes        | Cleiton Albuquerque de Oliveira            |
| Ellen Rocche         | Valéria Bardot (Valéria dos Santos)        |
| Bernardo Marinho     | Alan Soares Quintanilha                    |
| Simone Soares        | Laura Côrrea de Oliveira                   |
| Maria Pompeu         | Dalva Pimentel                             |
| Marcela Muniz        | Doralice Soares Quintanilha                |
| Rodrigo Mendonça     | Ubiraci Peri Ubirajara                     |
| Luiz Magnelli        | Galego                                     |
| Tuna Dwek            | Nilza Mendes Penteado                      |
| Carolina Chalitta    | Tânia Figueiredo                           |
| Mariana Bassoul      | Carmem                                     |
| Rafael Losso         | Olavo Martins                              |
| Úrsula Corona        | Detetive Elizabeth Dantas                  |
| Rafael Primot        | Artur Menezes                              |
| Pablo Sanábio        | Pablo Banderas                             |
| Natália Souto        | Maria das Dores Ferreira                   |
| Izak Dahora          | Dimas dos Santos                           |
| Jefferson Goulart    | Amin Hayalla Filho (Aminzinho)             |
| Hanna Romanazzi      | Luísa Belucci                              |
| Anna Luiza Anillo    | Kelly Correa de Oliveira                   |
| Diego Kropotoff      | Ernesto Ramires de Oliveira Jr. (Nequinho) |

### Atores convidados
| Intérprete      | Personagem                |
| --------------- | ------------------------- |
| Antônio Calloni | Natalino Pimentel (Natal) |
| Daniel Dantas   | Inspetor Eustáquio Novaes |

### Participação especial
| Intérprete         | Personagem                       |
| ------------------ | -------------------------------- |
| Francisco Cuoco    | Ferragus                         |
| Rosamaria Murtinho | Magda Sampaio Magalhães          |
| Reginaldo Faria    | Adolfo Mello Assunção (Assunção) |
| Sérgio Mamberti    | Padre Laurindo                   |

### Atores Convidados
| Intérprete       | Personagem                                    |
| ---------------- | --------------------------------------------- |
| Daniel Filho     | como Salomão Hayalla                          |
| Regina Duarte    | como Clotilde Sampaio Magalhães Hayalla (Clô) |
| Humberto Martins | como Ernesto Ramirez de Oliveira (Neco)       |

## Produção
O remake da trama O Astro foi idealizada para comemorar os 60 anos das telenovelas no Brasil. Também foi decidido que a nova versão viria em formado de micro-série, às 23:00. O objetivo de estrear a trama nesse horário era acabar com a oscilação de público, causada tanto pela concorrência quanto pelas produções da própria Globo que não conseguiam fidelizar um público certo. As gravações da trama se iniciaram em 2 de maio de 2011 na cidade de Curitiba, onde foram gravadas cenas no presídio do Ahú. Posteriormente a equipe seguiu para as cidades de Marumbi, Antonina e Morretes, no litoral paranaense. Com cerca de 50 profissionais, foram 12 dias de gravações no estado sulista.
Assim como a primeira versão, foi inspirada na história de Gregori Rasputin, um homem do povo que, usando truques, acaba se tornando um conselheiro da corte russa. Para dar vida ao personagem Herculano, o ator Rodrigo Lombardi teve aulas de mágica com profissionais de verdade. O remake trouxe logo na estreia a cena em que Márcio (Thiago Fragoso) fica sem roupa durante uma festa na casa do seu pai Salomão (Daniel Filho). Para o ator, o mais difícil foi lidar com a carga emocional da cena do que tirar a roupa. Além disso, para compor seu personagem, ele se inspirou em São Francisco de Assis e Hamlet.

## Exibição
O ministério da justiça brasileiro classificou a trama como inadequada para menores de dezesseis anos, por conter cenas de relação sexual, carícias íntimas e nudez. A partir de 13 de setembro de 2011, o Ministério interveio na trama e diminuiu sua classificação e ela passou a ser inadequada para menores de quatorze anos.

### Outras Mídias
Em fevereiro de 2012, a novela foi lançada em DVD pela Globo Marcas e compactada em 12 discos.
Em 19 de março de 2021, foi atualizada pelo Globoplay como parte do Projeto Originalidade, com a atualização para o formato de exibição original; com o formato de imagem restaurado em Full HD, além de aberturas, vinhetas de intervalo e encerramento originais.

## Recepção

### Crítica
Maurício Stycer, do UOL, avaliou positivamente o primeiro capítulo: "Numa das primeiras cenas de 'O Astro', dentro do presídio onde Herculano Quintanilha (Rodrigo Lombardi) cumpre pena, o misterioso Ferragus (Francisco Cuoco) ensina: 'Todos os seres humanos querem ser enganados, sobretudo as mulheres. Enganar com elegância é a alma do negócio'. A frase pode ser lida como uma homenagem a Janete Clair (1925-1983). Nenhum outro autor de novelas  soube 'enganar' o público com tanta “elegância” quanto a autora da versão original de 'O Astro', exibida entre 1977 e 1978. (...) Exibido sem intervalos comerciais, por 50 minutos, o primeiro capítulo de 'O Astro' foi capaz, como fazia Janete Clair, de 'enganar com elegância', ou seja, de entreter com inventividade e qualidade. Tomara que continue assim", disse.
Jorge Luiz Brasil, editor-chefe da revista especializada Minha Novela, apresentou crítica também favorável, mas menos positiva: "[Foi] o excesso dessas duas características [agilidade e dinamismo] o grande problema da estreia de O Astro. Achei tudo corrido demais. Não vi necessidade para Herculano Quintanilha (Rodrigo Lombardi) passar por tantos percalços de maneira tão rápida. Os autores poderiam ter aproveitado melhor a traição que ele sofreu de Neco (Humberto Martins) e os ensinamentos que recebeu de Ferragus (Francisco Cuoco) na prisão. (...) Não ficou claro porque Márcio era tão revoltado com Salomão e o empresário precisaria ter aprontado muito para o rapaz ter motivos para estragar a inauguração do supermercado dele e surgir nu na festa chiquérrima de aniversário do Grupo Hayalla. Esta cena, aliás, foi emblemática na versão de 1977, mas aqui perdeu a força".

### Audiência
O primeiro episódio obteve 28 pontos na medição do Ibope, um número acima do que vinha até então sendo conquistado pela emissora no horário. A trama bateu recorde de audiência no capítulo 15, exibido em 4 de agosto de 2011. Foram registrados 23 pontos de média, maior audiência desde a estréia. No capítulo foi exibida a cena da morte de Salomão Hayalla, e dando início a um mistério que durou até o fim da trama.
O último capítulo alcançou média de 25,5 pontos, três a menos que na estreia.

### Prêmios e indicações
| Ano  | Prêmio                    | Categoria                | Indicação                           | Resultado |
| ---- | ------------------------- | ------------------------ | ----------------------------------- | --------- |
| 2011 | Prêmio Extra de TV        | Melhor novela            | Alcides Nogueira e Geraldo Carneiro | Indicado  |
| 2011 | Prêmio Extra de TV        | Melhor ator              | Rodrigo Lombardi                    | Indicado  |
| 2011 | Prêmio Extra de TV        | Melhor atriz             | Alinne Moraes                       | Indicado  |
| 2011 | Prêmio Extra de TV        | Melhor atriz             | Carolina Ferraz                     | Indicado  |
| 2011 | Prêmio Extra de TV        | Melhor ator coadjuvante  | Humberto Martins                    | Indicado  |
| 2011 | Prêmio Contigo de TV      | Melhor atriz coadjuvante | Fernanda Rodrigues                  | Indicado  |
| 2011 | Melhores do Ano           | Melhor Ator              | Rodrigo Lombardi                    | Indicado  |
| 2012 | Prêmio Emmy Internacional | Melhor novela            | Alcides Nogueira e Geraldo Carneiro | Venceu    |

## Música
1. "Bijuterias" – João Bosco (tema de abertura)
2. "Easy" – André Leonno (tema de Herculano e Amanda)
3. "Quando o Sol Bater na Janela do Teu Quarto" – Legião Urbana (tema de Lili e Márcio)
4. "Eu Nunca te Esqueci (Always on my mind)" – Julio Iglesias (tema de Natal e Laura)
5. "É Hora" – Djavan (tema de locação: Penha)
6. "Canção de Amor Rasgado" – Danilo Caymmi (tema de Jose)
7. "Depois dos Temporais" – Ivan Lins (tema de Alan e Doralice)
8. "Não me Amarra Não" – Samba de Rainha (tema de Natal)
9. "Eu Não estou Nesses Planos" – Gabriel Guerra (tema de Jose e Márcio)
10. "Ela Quer Provocar" – Seu Cuca
11. "Juras" – Rosa Passos
12. "Para Não Parar de Sambar" - Aleh (tema de Lili)
13. "Amor Meu Grande Amor" - Taryn Spilzman (tema de Herculano e Nina)
14. "Loucuras" – Maria Bethânia
15. "Momentos" – Bebel Gilberto (tema de locação)
16. "Dont’t Let Me Be Misunderstood" – Dan Torres
17. "Stalling for Time" – Caetano Veloso
18. "The Story of our Lives" – Alex Dimou
19. "Last Dance" – Donna Summer (tema para festas)
20. "Can’t Get Enough of You Love Baby" – Barry White (tema para festas)
21. "You’re the First, The Last, My Everything" – Barry White (tema para festas)